# Odin Owns Ye All
Albums de Einherjer
Far Far North Norwegian Native Art
Odin Owns Ye All est le deuxième album studio du groupe de viking metal norvégien Einherjer. Sorti en 1998, il s'éloigne, musicalement, du black metal des débuts du groupe.

## Composition du groupe
Ragnar Viske : chant
Frode : guitare et chœurs
Erik Elden : basse
Gerhard : batterie

## Liste des chansons de l'album
1. Leve Vikingeaanden
2. Out Of Ginnungagap
3. Clash Of The Elder
4. Odin Ownw Ye All
5. Remember Tokk
6. Home
7. The Pathfinder & The Prophetess
8. Inferno
9. A New Earth